# Bezeichner
Ein Bezeichner (selten auch Identifikator, englisch identifier) ist in der Informatik ein Identifikator, mit dem ein Programmierer in einem Programm einzelne Dinge, wie beispielsweise einen Datentyp, eine Variable, eine Sprungmarke oder eine Funktion, eindeutig benennt. Daher muss ein Bezeichner innerhalb eines Namensraums eindeutig sein, es sei denn, die Programmiersprache erlaubt das Überladen.
In der Regel werden für Bezeichner Literale (aus Buchstaben) verwendet. Auch Numerale (aus Ziffern) sind üblich, erlauben aber keine gute Mnemonik, diese wird mit einer Kombination einer Zeichenfolge aus Buchstaben und Nummern erreicht. Zur Typenkennzeichnung werden häufig Präfixe oder Suffixe benutzt.
Programmiersprachen verwenden verschiedene Konventionen für Bezeichner, z. B. welche (Sonder-)Zeichen darin vorkommen dürfen, ob Groß- und Kleinschreibung unterschieden wird und wie lang der Bezeichner maximal sein darf. Darüber hinaus können weitergehende Benennungsregeln angewendet werden, die zum Teil öffentlich definiert sind (zum Beispiel in der Ungarischen Notation) oder die als Unternehmensstandard, den Programmierstil betreffend, festgelegt wurden.

## Beispiele
- frm_Kundendaten: Bezeichner (auch 'Name' genannt) für ein Formular in einer 4GL-Entwicklungssprache; alternativ z. B. 'Kundendaten_frm'
- ZwFeld_RechnSumme: Bezeichner für ein Datenfeld, in dem sich die Summen der Rechnungen addieren.
- Rechnen_MWST: Bezeichner für einen Algorithmus (Prozedur o. ä. genannt) zur Berechnung der Mehrwertsteuer (Umsatzsteuer)